# Licomedes de Rodes
Licomedes de Rodes (en llatí Lycomedes, en grec antic Λυκομήδης) fou un militar rodi nomenat comandant de la guarnició persa que van establir a Mitilene Autofradates i el jove Farnabazos II l'any 333 aC, per defensar la zona contra els macedonis.
L'any 332 aC la guarnició va ser expulsada d'allí i de les altres illes de l'Egeu per les forces d'Alexandre el Gran dirigides per Hegèloc de Macedònia.